# Републикански път III-1022
Републикански път IIІ-1022 е третокласен път, част от Републиканската пътна мрежа на България, на територията на област Монтана, Община Чипровци. Дължината му е 16,4 km.
Пътят се отклонява надясно при 57 km на Републикански път III-102 западно от село Белимел и се насочва на юг, нагоре по долината на река Чипровска Огоста през Чипровска планина (част от Западна Стара планина). Преминава през село Железна, където завива на запад, пресича центъра на град Чипровци и село Мартиново и завършва при Меднообогатителния комбинат „Мартиново“.
| Пътища, отклоняващи се надясно (населено място, № на пътя, посока на пътя) | km   | Пътища, отклоняващи се наляво (посока на пътя, № на пътя, населено място) |
| -------------------------------------------------------------------------- | ---- | ------------------------------------------------------------------------- |
| Община Чипровци, III-102, 57 km →                                          | 0,0  | → 57 km, III-102, Община Чипровци                                         |
| (за Чипровски манастир) общински път ←                                     | 5    |                                                                           |
| с. Железна                                                                 | 6,6  | с. Железна                                                                |
| гр. Чипровци                                                               | 9,1  | гр. Чипровци                                                              |
| с. Мартиново                                                               | 14,6 | с. Мартиново                                                              |
| МОК „Мартиново“                                                            | 16,4 | МОК „Мартиново“                                                           |